# 1st Round
(Groove Collector)
1st Round è un album di Pino Presti, pubblicato nel 1976 dall'Atlantic Records.

## Il disco
Preceduto nel 1975 dal singolo Smile/L'estate di Laura, venne realizzato e prodotto da Pino Presti l'anno successivo (1976) per l'etichetta Atlantic Records. È stato il primo album funk-dance realizzato in Italia, con la partecipazione di Ronnie Jones e di alcuni tra i più noti session men del periodo, come Ellade Bandini, Bruno De Filippi, Andrea Sacchi, Alberto Radius, Giorgio Baiocco, Massimo Luca, George Aghedo, Renè Mantegna, Claudio Bazzari, Fratelli La Bionda, (a quel tempo artisti "acustici"). Tra i brani più noti: Smile, Funky Bump,  L'estate di Laura, Sunny. Da sottolineare la collaborazione del sassofonista Giorgio Baiocco, "voce" solista al sax tenore in Aspettando il giorno e Sunny.
Dopo il successo ottenuto all'epoca della pubblicazione, 1st Round sta vivendo da qualche anno una seconda giovinezza ed è oggi molto richiesto da amatori e collezionisti.
Una versione rimasterizzata dell'album prodotta da Pino Presti è stata pubblicata e diffusa sulle piattaforme digitali dall'etichetta Planet Records nel novembre 2024.

## Tracce
1. Smile - 3:12 (Charlie Chaplin-John Thurne/Geoffrey Parson) Curci
2. L'estate Di Laura - 4:00 (Arturo Prestipino/Giuseppe Prestipino) Edizioni Blue Team Music/Curci
3. Funky Bump - 2:44 (Ronnie Jones-Giuseppe Prestipino) Edizioni Blue Team Music/Curci
4. Aspettando Il Giorno - 3:37 (Giuseppe Prestipino) Edizioni Blue Team Music/Curci
5. Aghedo Osanwony - 3:20 (George Aghedo-Giuseppe Prestipino) Edizioni Blue Team Music/Curci
6. Angie - 3:46 (Giuseppe Prestipino) Edizioni Blue Team Music/Curci
7. E Se Non Arrivasse - 2:43 (Giuseppe Prestipino) Edizioni Blue Team Music/Curci
8. C .so Buenos Aires - 2:42 (Arturo Prestipino/Giuseppe Prestipino) Edizioni Blue Team Music/Curci
9. Firefly - 2:40 (Kenny Nolan)  Sound of Nolan Music/Chelsea Music BMI
10. Sunny  - 4:43 (Bobby Hebb) Cam
11. C'era Una Volta - 1:50 (Giuseppe Prestipino) Edizioni Blue Team Music/Curci

## Formazione
- Arrangiamenti & direzione: Pino Presti

- Pino Presti: basso, pianoforte, Fender Rhodes, percussioni, voce nel brano Angie
- Andrea Sacchi: chitarra acustica, chitarra elettrica
- Alberto Radius: guitar synth
- Massimo Luca: chitarra acustica, chitarra elettrica
- Massimo Verardi: chitarra acustica/12 corde
- George Aghedo: congas, percussioni,n rap in idioma nigeriano nel brano Aghedo Asanwony
- Ellade Bandini: batteria
- Gianni Dall'Aglio: batteria nel brano Angie
- Claudio Bazzari: chitarra acustica, chitarra elettrica
- Renè Mantegna: congas, percussioni
- Riccardo Zappa: chitarra nel brano C'era una volta
- Alberto Baldan Bembo: sintetizzatore, marimba
- Alberto Mompellio: organo Hammond, sintetizzatore, pianoforte
- Arturo Prestipino: violino
- Sergio Almangano: violino
- Bruno De Filippi: armonica nel brano Sunny
- Fermo Lini: tromba
- Giuliano Bernicchi: tromba
- Gianni Caranti: trombone
- Giorgio Baiocco: sassofono tenore, flauto soprano, flauto contralto
- Attilio Donadio: sassofono contralto in Smile
- La Bionda: cori nel brano Firefly
- Ronnie Jones: voce nel brano Funky Bump

## Crediti
- Artwork: Mario Convertino
- Foto: Karin Hemp
- Tecnici di registrazione: Gianluigi Pezzera, Paolo Bocchi
- Registrato allo Studio Regson (Milano)